# منى الشيمي
منى الشيمي هي كاتبة مصرية من مواليد عام 1968، ولدت بمحافظة قنا.

## السيرة الذاتية
تخرخت منى الشيمي من كلية آثار مصرية في جامعة القاهرة عام 1990، وتعمل معلمة تاريخ، وتكتب قصص وروايات، ونشرت العديد من المقالات والقصص في العديد من المجلات والصحف المصرية والعربية مثل جريدة «الوطن» و«أخبار الأدب» ولها سلسلة مقالات في مجلة «العربي» الكويتية، كما أنها فازت بالعديد من الجوائز العربية. صدرت أول رواية لها تحت عنوان “لون هارب من قوس قزح” عام 2003م.

## الأعمال
- لون هارب من قوس قزح (رواية) عام 2003.
- الأراولا (رواية) عام 2006.
- الكفة الراجحة (رواية) عام 2009.
- بحجم حبة عنب (رواية) عام 2014: هذه الرواية استوحت قصتها من جزء صغير من رحلتها الطويلة مع الوجع.[2][3]
- وطن الجيب الخلفي (رواية): تناولت قضيتي الهوية وتهويد التاريخ.[4]
- المانجو المسحورة (رواية للأطفال) عام 2014.
- الأشجار تعود للرقص (رواية لليافعين) عام 2014.
- وإذا انهمر الضوء (مجموعة قصصية) عام 2009.
- من خرم إبرة (مجموعة قصصية) عام 2009.
- رشح الحنين (مجموعة قصصية): صُدرت عن مؤسسة سندباد للنشر بالقاهرة في أغسطس عام 2010.[2][5]
- وطن الجيب الخلفى (رواية): تُرجمت للّغتين الإنجليزية والفرنسية.[6]
- كتاب رسائل: صباح الخير يا منى.

- صدر لها أخيرا رواية( يوسف كمال. فى رواية أخرى ) عن دار الشروق  وهى مزيج بين الروايه والسيره الذاتيه فى سرد رائع وكشف جزء مهم جدا فى تاريخ مصر من الأسره المالكه .وجوانب مخفية عن الأمير يوسف كمال. 2024

## الجوائز
- جائزة الهيئة العامة لقصور الثقافة عام 2003 عن روايتها لون هارب من قوس قزح.
- جائزة نادي القصة عام 2004 عن روايتها الكفة الراجحة.
- جائزة راديو البي بي سي عام 2014 عن قصتها القصيرة صليل الأساور.
- جائزة كتارا عن روايتها الخامسة وطن الجيب الخلفي.[4][7]
- جائزة ساويرس عن روايتها بحجم حبة عنب.[8][9]
- وصلت إلى القائمة الطويلة في جائزة البوكر (جائزة العالمية للرواية العربية) عن روايتها بحجم حبة عنب أيضًا.[10]
- جائزة الشارقة عن مجموعتها القصصية وإذا انهمر الضوء.
- جائزة دبي الثقافية عن مجموعتها القصصية من خرم إبرة.[11]